# The Shallows (film)
The Shallows är en amerikansk skräckfilm från 2016 regisserad av Jaume Collet-Serra.
Filmen handlar om Nancy. Hon är läkarstudent på semester i Mexiko. När hon surfar på en strand lägger hon märke till kadavret av en knölval. När hon tar sig närmare för att undersöka den blir hon angripen av en vithaj. Resten av filmen handlar om hur hon ska överleva vägen tillbaka till torra land.
Kritiker beskrev den överlag som spännande, men ifrågasatte dess verklighetstrogenhet.

## Rollista
- Blake Lively – Nancy Adams